# Me'ir Talmi
Me'ir Talmi (hebrejsky: מאיר תלמי, žil 1909 – 18. listopadu 1994) byl izraelský politik a poslanec Knesetu za strany Ma'arach, Mapam a znovu Ma'arach.

## Biografie
Narodil se ve Varšavě v tehdejším Ruském impériu, dnes Polsko. V roce 1932 přesídlil do dnešního Izraele. Roku 1933 se usídlil v kibucu Mišmar ha-Emek. Jeho manželka Ema Talmi byla rovněž političkou a poslankyní.

## Politická dráha
V mládí byl členem vedení organizace ha-Šomer ha-Ca'ir v Polsku. Po přesídlení do dnešního Izraele se angažoval v hnutí ha-Kibuc ha-Arci, kde působil jako tajemník. Zároveň zastával post generálního tajemníka levicové strany Mapam.
V izraelském parlamentu zasedl poprvé po volbách v roce 1973, do nichž šel za stranu Ma'arach. Stal se členem parlamentního výboru pro zahraniční záležitosti a obranu. V průběhu volebního období se strana Mapam dočasně oddělila do samostatného poslaneckého klubu, ale pak se opět zapojila do frakce Ma'arach. Za ní byl Talmi zvolen poslancem i ve volbách v roce 1977. Stal se členem výboru pro zahraniční záležitosti a obranu a výboru pro imigraci a absorpci. Ve volbách v roce 1981 mandát neobhájil.